# Башбуляк
Башбуляк (баш. Башбүләк) — деревня в Благоварском районе Республики Башкортостан Российской Федерации. Входит в состав Балышлинского сельсовета.

## География

### Географическое положение
Расстояние до:
- районного центра (Языково): 33 км,
- центра сельсовета (Балышлы): 8 км,
- ближайшей ж/д станции (Благовар): 18 км.

## Население
| 2002 | 2009 | 2010 |
| ---- | ---- | ---- |
| 13   | ↘11  | ↘10  |

Согласно переписи 2002 года, преобладающая национальность — татары (100 %).